# Empoasca infulata
Empoasca infulata är en insektsart som först beskrevs av Oswald Beltram Lower 1953.  Empoasca infulata ingår i släktet Empoasca och familjen dvärgstritar. Inga underarter finns listade i Catalogue of Life.